# Gammalstavning
Med gammalstavning brukar man i fråga om svenskan numera avse den stavningsnorm som tillämpades grovt räknat mellan åren 1801 och 1906. Det var den första egentliga stavningsnormen för svenska, eftersom man tidigare i större utsträckning tydde sig till eget godtycke vad gällde stavningen.

## Allmänt om svenskans stavning under 1800-talet

### Carl Gustaf af Leopold

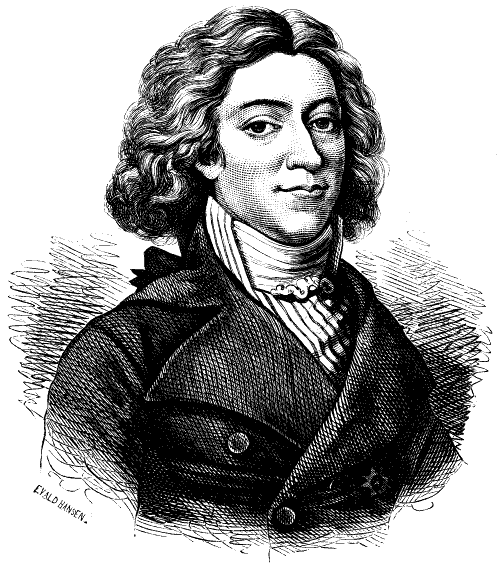
Carl Gustaf af Leopold
Etsning av Evald Hansen

Det som i Sverige efter 1906 förknippas med begreppet gammalstavning är en skriftspråkstradition vars frö såddes i och med att Carl Gustaf af Leopold 1801 utkom med sin Afhandling om Svenska stafsättet. Leopold, som vid denna tid var ledamot i den då blott 15 år gamla Svenska Akademien, ville med sin avhandling främst bringa reda i hur lånord i svenskan skulle stavas, men även slå ett slag för en mer enhetlig stavning, grundad på samhörighetsprincipen. Enligt Leopold borde lånord anpassas efter svenskt uttal, så att ord som elegance och connaisseur i stället skulle stavas elegans respektive konnässör, och ord som slag och släkt (slägt) borde båda stavas med g eftersom de hör samman etymologiskt. Leopolds idéer stötte på motstånd och mynnade ut i vad som kom att kallas det ortografiska rikstumultet. Leopolds motståndare menade bland annat att det skulle förefalla obildat att stava exempelvis franska ord efter svenskt uttal, men Leopold hänvisade till romarna, som på sin tid hade anpassat grekiska lånord till latinsk stavning utan att det hade ansetts fel.

### Rättstavningsmötet 1869
1869 hölls i Stockholm det nordiska rättstavningsmötet under filologen Artur Hazelius ledning. Syftet med mötet var att "undanrödja onödiga skiljaktigheter i de särskilda nordiska språkens stafningssätt". Både danskan och norskan hade vid det laget sedan länge gjort sig kvitt bruket att återge v-ljudet med f. Mötet fick emellertid ringa betydelse för svenskans, norskans och danskans stavning och eventuella sammanjämkning.

### Adolf Noréen och Rättstavningssällskapet
Under åren från 1886 till 1899 utkom tidskriften Nystavaren från organisationen Rättstavningssällskapet. Sällskapets företrädare propagerade för en mer ljudenlig stavning och förordade former som järta, kånung och mycke. En framträdande person inom rörelsen var professorn och språkforskaren Adolf Noreen.

### Rättstavningsreformen 1906
Upptakten till gammalstavningens undergång kom definitivt 1906, när ecklesiastikminister Fridtjuv Berg genomdrev bortrensandet av f, fv och hv som tecken för v-ljud och dt som tecken för långt och kort t-ljud. Stavningen vann genomslag i skolorna, och Selma Lagerlöfs bok Nils Holgerssons underbara resa genom Sverige, som användes som läromedel i svensk geografi, trycktes med den nya stavningen. Liksom Leopold stötte Berg på motstånd, och många dagstidningar höll fast vid den gamla stavningen till så sent som 1910-talets mitt. En del publikationer använde den ännu längre - såsom Nordisk Familjeboks Uggleupplaga (som i en del andra avseenden moderniserade språket efterhand - utgifvit ersattes exempelvis av utgett).

## Gammalstavningens principer fram till reformen 1906

### K-ljudet
K-ljudet stavades med q före v i inhemska ord som sqvaller, qväll och beqväm, men av naturliga skäl även i romanska lånord som eqvilibrist och qvalitet. Lånord som inte hade q från början, som till exempel norskans kvener och ryskans kvass brukade inte skrivas med q. Över ordgränser skrev man aldrig q före v; således aldrig språqvård  eller baqvänd. Redan före 1889 höll många det för fritt att välja mellan q och k före v, så länge man var konsekvent. 1889 var ännu qv vanligare än kv i tryckta skrifter, men 1890 var istället kv vanligare. Författaren och humoristen Axel Wallengren (Falstaff, fakir) skrev i En hvar sin egen professor redan tolv år före stavningsreformen: 
| ”                 | Qvast och qvinna begge 2 pläga stafvas nu med k. | „ |
| – Falstaff, fakir |                                                  |   |

### T-ljudet
Kort och långt t-ljud (som i orden gott och blandat) stavades med dt i de ord som har d i ordstammen. Således skrev man godt och blandadt, eftersom ordens grundformer lyder god respektive blandad. Samma princip gällde för ord som ändtligen, vildtstek, glädtig, handtverkare och mundtlig, eftersom de hör samman med ända, vild, glad, hand respektive mun(d).
Man skilde i stavning mellan supinumformer och particip enligt principen att supinumformens stam inte ansågs ha d i sig, även om motsvarande particip hade det. Supinumformen hade bara d i stammen om motsvarande infinitiv hade det. Jämför:
| Supinum                              | Particip                         |
| ------------------------------------ | -------------------------------- |
| Han har måla-t huset (av måla)       | Huset är måla-dt (av måla-d)     |
| Han har kläd-t på barnet (av kläd-a) | Barnet är påkläd-t (av påkläd-d) |

### V-ljudet
V-ljudet stavades med hv i en del ord som tidigare hade uttalats med hörbart h. De flesta av dessa ord har besläktade motsvarigheter i danska, norska och engelska:
| Danska  | Norska  | Engelska | Svensk gammalstavning |
| ------- | ------- | -------- | --------------------- |
| hvad    | hva     | what     | hvad                  |
| hval    | hval    | whale    | hval                  |
| hvor    | hvor    | where    | hvar                  |
| hvem    | hvem    | who(m)   | hvem                  |
| hvede   | hvete   | wheat    | hvete                 |
| hvilken | hvilken | which    | hvilken               |
| hvine   | hvine   | whine    | hvina                 |
| hvirvel | hvirvel | whirl    | hvirfvel              |
| hviske  | hviske  | whisper  | hviska                |

Stavningen med hv kunde också vara betydelseskiljande markör för homonymer som (pigg-)hvar/var(-böld), (knöl-)hval/(riksdags-)val, hvarf(-tal)/(båt-)varf och helhvete(-bröd)/helvete(-s-eld).
V-ljudet stavades med f
- i slutet av ord
- vid ordgräns i sammansatta ord
- före konsonant inuti ord (ej i begynnelse av ord)

Exempel: Gustaf, Ulfåsa, hafregryn. (Varumärket Ifö torde alltså uttalas Ivö.)
I en del fall var stavningssättet med f för v-ljudet mer representativt för uttalet än dagens stavningssätt, som i orden trifsel, groft, skeft, hafsyta och lifsviktig.
Lånord anpassades inte alltid efter svenskt mönster. Man skrev förvisso bref och prof, men väl elev, nerv, saliv och oliv. Namnet Torekov, där efterledets härstamning ansågs oklar, stavades som idag.
V-ljudet stavades med fv
- före vokal inuti rena ordstammar (ej i begynnelse av ord)
- före böjningsändelser
- före avledningsändelser

Detta medförde att v-ljudet i en del ord stavades olika beroende på böjningsform. Man skrev vef-v-a, vef-v-ade, fyrvef-v-ig och vef-v-are med fv, men vef och vef-axel med f.
Lånord anpassades inte alltid efter svenskt mönster. Man skrev förvisso äfventyr, men väl galvanisera, lavendel, proviant och haveri.
För att göra rätt när det gällde sammansatta ord, måste man veta var ordgränserna går, och vad som räknas som orddel respektive ändelse. Till de svårare exemplen kan räknas helvete, arvode och evig, som alltså är att betrakta som sammansatta ord fastän deras enskilda beståndsdelar -vete -vode och e- har mist sina respektive betydelser. (Det var alltså fel att skriva helfvete och efvig.) Likaså skrev man bevista och använda, aldrig befvista eller anfvända o.s.v..
Språkhistorien som förklarar gammalstavningarna med ⟨hv⟩, ⟨fv⟩ och ⟨f⟩ där standardsvensk stavning nu har ⟨v⟩ finns beskriven i Ord med uddljudande hv‐ i svenska språkliga varieteter och Utljudande ‐f i svenska språkliga varieteter.

### Ä-ljudet

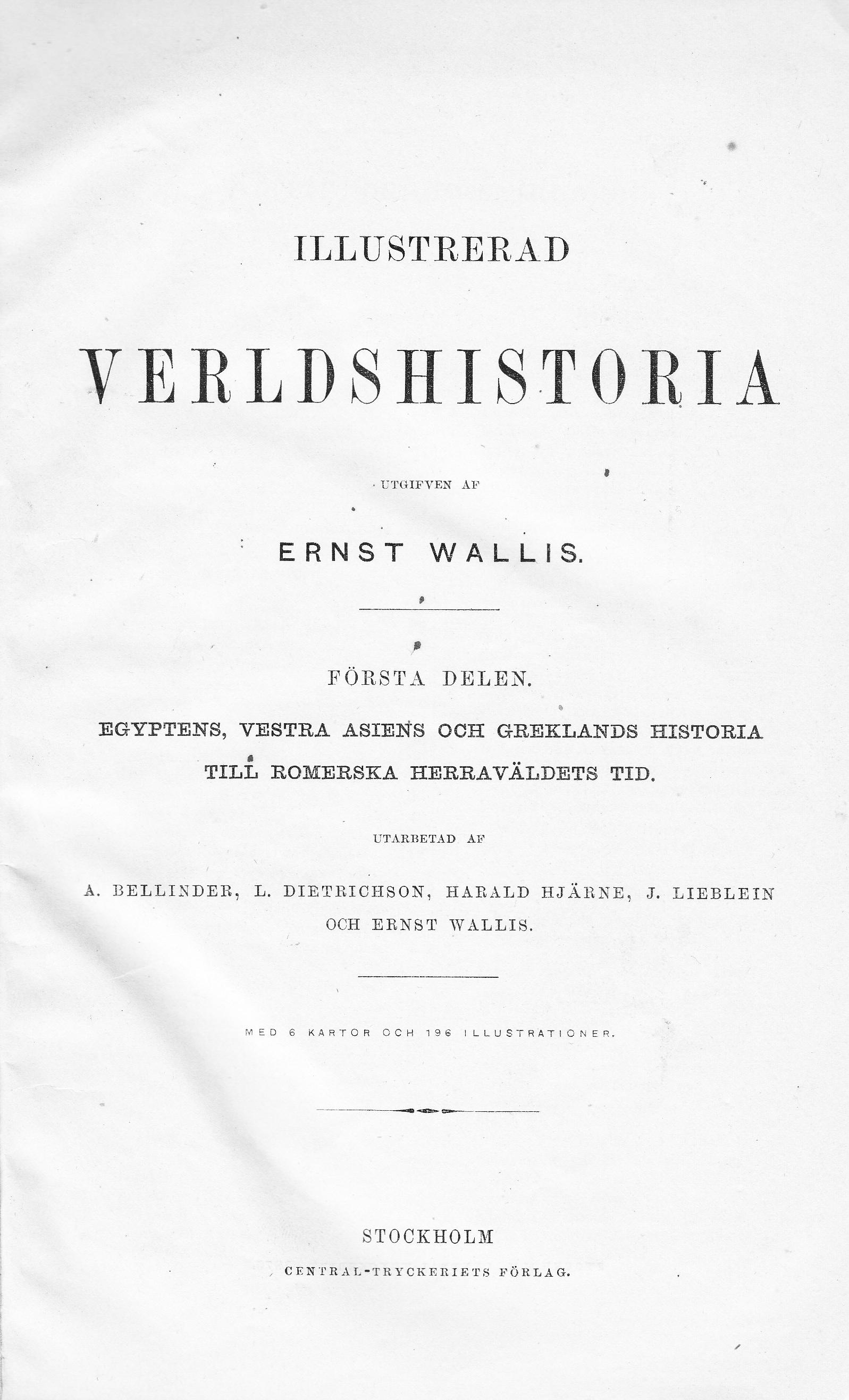
Illustrerad Verldshistoria (1875).

Stavningen av ä-ljudet var länge instabil, och i ordböcker utgivna kring 1800-talets slut anges ibland två alternativa former till enskilda ord. Bland de vanligare ord, som tidigare stavades med e i stället för som nu med ä kan nämnas (bok)perm, barmhertig, belg, bjellra, der, (deremot, derest, derföre, derifrån, dertill o.s.v.) djerf, dverg, elf, elg, embar, enka, enkling, ega, (egare, egodel o.s.v.) erg, esping, fenkol, fjettra, gerna, hemta, hexa, hjelte, hjerna, hjerpe, hjerta, invertes, jemn, jern, lemna, menniska, merg, messing, messling, mjelte, nemligen, pell, pels, pers, prenta, prest, renta, rödlett, sjelf, stjerna, tjenst, trens, tenka, utvertes, vester och vexla.
Under slutet av 1800-talet när strävandena att övergå från e till ä var som starkast var det även vanligt att se stavningar som Svärje, bärg, och igän.

### Dekorativ stavning
Ett seglivat inslag i gammalstavningen var så kallad dekorativ stavning. Dekorativ stavning är när man använder andra – helst sällsynta – eller flera bokstäver, än de som fordras för att återge ett ljud.
Under slutet av medeltiden, när man hade övergått från att pränta på pergament till att skriva på papper, blev man mer generös med bokstäver än vad man tidigare hade varit. Då kunde man till exempel få en ordbild som schriffwa. Ofta var det dubbelskrivningar av konsonanter som i ffonger 'fångar', aff, hwss 'hus', dhagh 'dag', och wlldtt 'ull'.
Sedan Carl Gustaf af Leopold utkommit med sin Afhandling om svenska stafsättet fanns inte mycket av den gamla "dekorativa" stavningen kvar. Men man kunde fortfarande beteckna lång vokal genom att till exempel lägga till en konsonant. Så kunde exempelvis ordet 'er' skrivas som Ehr.
När det gäller ortnamn finns en viss konservatism beträffande namn på slott och herrgårdar. Den uppfattning som ligger till grund för detta är ofta att ortnamnets kulturhistoriska värde ligger lika mycket i den historiska stavningen som i ordets ursprungliga betydelse. Stavningen är ett kulturellt uttryck på samma sätt som namnets ursprung och därför en del av det kulturhistoriska värdet.
Vissa stora gods vill gärna av hävd ha sitt namn opåverkat av stavningsreformen 1906. Bland dessa märks Fogelstad i Katrineholms kommun, Hooks herrgård i Vaggeryds kommun, Löfstad slott i Norrköpings kommun, Nääs slott i Lerums kommun och Ängsö slott (som själva kallar sig Engsö slott) i Västerås kommun.   
Även företaget Wij trädgårdar i Ockelbo använder sig av den gamla stavningen av ortnamnet Vi, där bokstaven j efter i en gång hade funktionen att markera långt i.
Dekorativ funktion har fortfarande ofta bokstaven w, och då särskilt som versal i början av namn, vilket synes av stavningarna Warfvinge (släkten Warfvinge) och Borås Wäfveri AB (grundat 1870). Bokstaven w användes inte för att beteckna v under tiden 1801-1906 (under gammalstavningens tid). Däremot användes fv mellan vokaler. Liksom i nutida polska och tyska fungerade w, innan Leopolds mer konsekventa ortografi, som normaltecken för tonande labiodental frikativa, varför man först under 1800-talet kan anse att w användes i dekorativt syfte. Tidigare var v reserverat för företrädesvis romanska lånord som nerv och proviant. Bruket av w trängdes bort i och med att frakturstilen blev omodern och ersattes av antikvor på 1800-talet.

## Övrigt
I sin översättning av Anton Tjechovs novell Damen med hunden från 1899 skriver Asta Wickman om huvudpersonen Dmitrij Gurovs fru:
| ” | Hon läste mycket, skrev aldrig fv eller dt i sina brev, kallade inte mannen för Dmitrij utan Dimitrij och han fann henne i all hemlighet inskränkt, trångsynt och ostilig, var rädd för henne och tyckte inte om att vara hemma. | „ |

Den beskrivna händelsen ägde rum i Jalta, där huvudspråket är ryska. Översättaren har emellertid valt att beskriva fru Gurovas moderna språkstil som ett undvikande av språkdrag som ansågs förlegade i svenska vid tiden för tilldragelsen. Antagligen har översättaren valt denna lösning för att slippa besvära läsarna med att beskriva ett förhållande som kan antas vara obekant för de flesta ej rysktalande. I Ryssland rådde för tiden ideal liknande de svenska vad gällde stavning, och ryskans stavning reformerades mycket riktigt 1918, då bland annat bokstaven ъ (hårt tecken, ryska: твёрдый знак) rensades bort från många ord. I originaltexten är det just bokstaven ъ som fru Gurova undviker:
| ” | Она много читала, не писала в письмах ъ, называла мужа не Дмитрием, а Димитрием, а он втайне считал ее недалекой, узкой, неизящной, боялся ее и не любил бывать дома. | „ |